# Lettisch-russische Beziehungen
Die Lettisch-russischen Beziehungen sind das bilaterale Verhältnis zwischen Lettland und Russland. Das Staatsgebiet Lettland gehörte vom 18. Jahrhundert bis 1918 und erneut zwischen 1940/44 bis 1991 zum Russischen Reich bzw. der Sowjetunion. 2024 bildeten ethnische Russen knapp ein Viertel der Bevölkerung in Lettland, wobei es während der Sowjetzeit teilweise mehr als ein Drittel war. Die politischen Beziehungen zwischen Lettland und der Russischen Föderation sind seit dem Beginn des ukrainisch-russischen Konflikts 2014 allerdings zerrüttet. Streitpunkte zwischen den beiden Ländern bleibt der Status der Russen in Lettland sowie die russische Spionage und Destabilisierungsaktionen gegenüber Lettland. Nach dem Russischer Überfall auf die Ukraine 2022 hat Lettland Sanktionen gegen Russland erhoben, während Russland Lettland auf seine Liste unfreundlicher Staaten genommen hat. 

## Geschichte
Wirtschaftliche und kulturelle Interaktionen zwischen verschiedenen russischen Staaten und Lettland lassen sich bis auf das Mittelalter zurückverfolgen. Die Kaufleute der Republik Nowgorod knüpften Handelsbeziehungen zur Hanse, der auch Riga angehörte. Während des Livländischen Kriegs konnte Russland einige Gebiete auf dem heutigen Staatsgebiet Lettlands erobern und für einige Jahre halten. Ab der zweiten Hälfte des 17. Jahrhunderts ließen sich religiös unterdrückte Altgläubige aus Russland in Latgale nieder, das Teil von Polen-Litauen war. Im 17. Jahrhundert, während des russisch-schwedischen Krieges, der von Alexinder I. von Russland initiiert wurde, eroberten die Russen einen Großteil des östlichen Latgale, benannten Dünaburg in Borisoglebsk um und kontrollierten die Region zwischen 1656 und 1667 für 11 Jahre. Russland trat das Gebiet nach dem Vertrag von Andrussowo allerdings wieder an Polen ab. Mit der Eroberung Rigas im Großen Nordischen Krieg im Jahr 1710 vollendete Peter I. die Eroberung des schwedischen Livland. Der russische Handel durch Lettland begann zu florieren und eine aktive russische Händlerklasse begann sich in Lettland niederzulassen. Latgale wurde nach der ersten Teilung Polens im Jahr 1772 in das Russische Reich eingegliedert, das Herzogtum Kurland und Semgallen im Jahr 1795. Während es zu einem verstärkten Zuzug von Russen kam, blieben jedoch die Baltendeutsche die dominante soziale Klasse im zaristischen Baltikum.

Flagge der Lettischen SSR (1953–1990)

In der zweiten Hälfte kam es zu einem "nationalen Erwachen" unter gebildeten Letten. Die Reformen Alexanders II., darunter die Abschaffung der Leibeigenschaft im gesamten restlichen Reich im Jahr 1861, förderten den Aufstieg eines eigenen Nationalbewusstseins weiter. So kam es zu Aufständen in Lettland während der Russische Revolution von 1905. Da die Stadt Riga für die Verhältnisse der Zeit relativ industrialisiert war, bildete sie eine Hochburg der Arbeiterbewegung. Bei der Oktoberrevolution spielten die lettischen Schützen eine wichtige Rolle. Mit dem Friedensvertrag von Brest-Litowsk verzichtete Sowjetrussland unter dem Druck Deutschlands auf das Baltikum, was Lettland die Unabhängigkeit als demokratische Republik ermöglichte. Am 11. August 1920 unterzeichneten die Republik Lettland und die Russische Sozialistische Föderative Sowjetrepublik einen Friedensvertrag. Beide Seiten nahmen damit diplomatische Beziehungen auf. 1922 wurde die UdSSR gegründet, die die Außenpolitik ihrer Mitgliedsstaaten (einschließlich Russlands) übernahm. Mit dem Deutsch-sowjetischen Nichtangriffspakt von August 1939 teilten Hitler und Stalin Osteuropa in Einflusssphäre auf, wobei Lettland der sowjetischen Zone zu viel. Stalin zwang dem Land den Sowjetisch-lettischen Beistandsvertrag auf und annektierte das Baltikum 1940. In Lettland wurde die Lettische Sozialistische Sowjetrepublik etabliert und Säuberungen gegen alle demokratischen Kräfte durchgeführt, bei denen zahlreiche Letten nach Sibirien deportiert wurden. Nachdem die sowjetische Besatzung für drei Jahre durch eine deutsche Besatzungszeit unterbrochen wurde, fiel Lettland erneut an die Sowjets. In der Nachkriegszeit wurde die Lettische SSR einer forcierten Industrialisierung unterzogen und zahlreiche ethnische Russen im Land angesiedelt, um die nationale Identität zu schwächen.

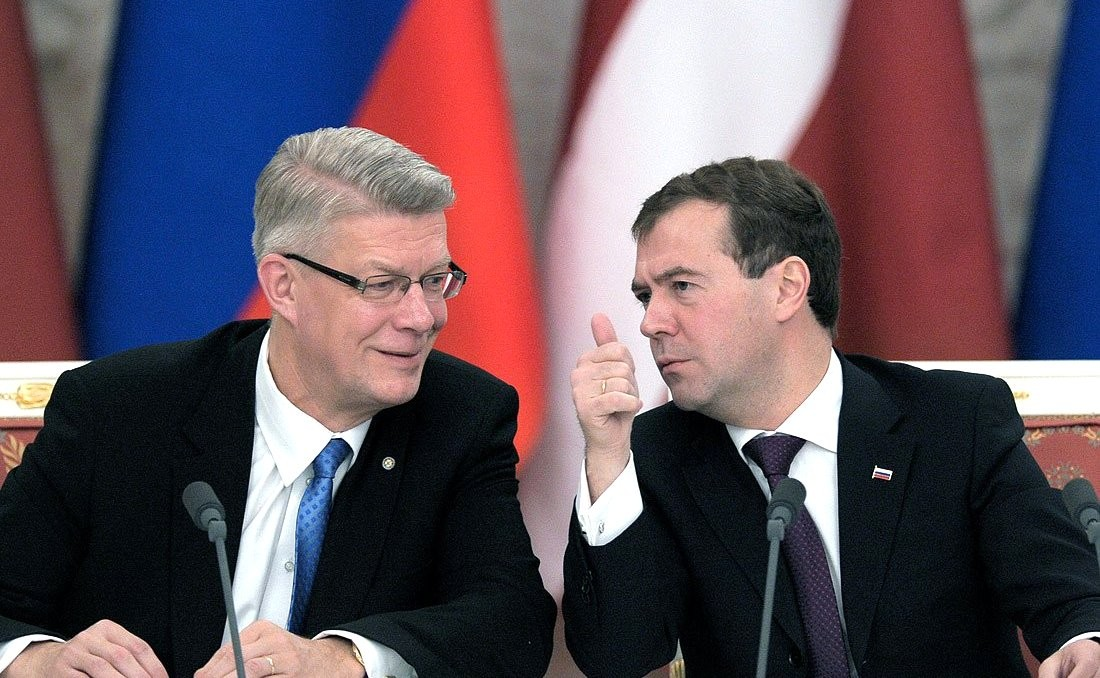
Valdis Zatlers (links) mit Dmitri Medwedew (2010)

In den baltischen Staaten begann Ende der 1980er Jahre der Zerfall der Sowjetunion. Hier unterstützen die Balten sich gegenseitig in ihrem Streben nach der Wiederherstellung von Demokratie und der nationalen Unabhängigkeit durch die Bildung einer über 600 Kilometer langen Menschenkette im August 1989. Im Jahre 1991 erlangte Lettland nach einem Unabhängigkeitsreferendum seine Unabhängigkeit von der UdSSR und nahm umgehend diplomatische Beziehungen mit der Russischen Föderation, dem Rechtsnachfolger der UdSSR auf. Eine militärische Präsenz Russland verblieb in Lettland bis zum Jahr 1998 und 2004 trat Lettland der NATO bei, was für einigen Unmut in Russland sorgte. Im Jahr 2007 wurde der Grenzvertrag zwischen den beiden Staaten ratifiziert, nachdem Lettland seinen Anspruch auf ein kleines Gebiet aus der Zeit vor dem Zweiten Weltkrieg aufgegeben hatte, das heute zum modernen Russland gehört. Durch den russischen Revisionismus während des Kaukasuskrieg 2008 und der Annexion der Krim 2014 verschlechterten sich die lettisch-russischen Beziehungen in der Folgezeit. Es wurden außerdem mehrere russisch Spionagefälle im Land bekannt. Eine Eskalation erfolgte mit dem Russischer Überfall auf die Ukraine 2022. Lettland verbot in Reaktion russische TV-Sender, wies russische Diplomaten aus und erließ Einreisebeschränkungen für russische Staatsbürger. Im Januar 2023 zog Lettland seinen Botschafter aus Russland ab und wies den russischen Botschafter aus Lettland aus, was einer dauerhaften Herabstufung der diplomatischen Beziehungen gleichkommt.

## Minderheiten

Russischer Bevölkerungsanteil im Baltikum (2021)

In Lettland lebten 2024 knapp 440.000 Russen, was knapp 23 % der Bevölkerung war. Russen in Lettland leben vorwiegend in der Hauptstadt Riga sowie im Osten des Landes. Lettland hat das Lettische trotz der großen russischen Minderheit im Land zur alleinigen Amtssprache gemacht. Die Minderheitenrechte haben deshalb immer wieder zu Konflikten mit der russischen Regierung geführt. Als fortgesetzte Ablehnung der russischen Sprache führte Lettland 2023 eine Vorschrift ein, nach der schätzungsweise 20.000 Bürger, die einen russischen Pass und keine lettischen Dokumente besitzen, einen lettischen Sprachtest bestehen und ihre Loyalität beweisen müssen, andernfalls droht ihnen die Abschiebung, wenn sie durchfallen und nicht freiwillig ausreisen.
Neben den Russen in Lettland gibt es auch eine kleine lettische Minderheit in Russland von knapp 20.000 Personen (2010).

## Wirtschaft
Für Lettland zählte Russland lange zu den wichtigsten Handelspartnern. Lettland hat die Sanktionen gegen Russland nach der Annexion der Krim und die Sanktionen gegen Russland seit dem Überfall auf die Ukraine unterstützt, was zu einem Einbruch des bilateralen Handels geführt hat. 2021 kamen knapp 90 Prozent der lettischen Erdgasimporte aus Lettland. In Reaktion auf den Krieg in der Ukraine hat bemüht sich Lettland um ein Ende der Abhängigkeit von Russland.